# بنو هاشم
بَنُو هَاشِمٍ أو الهَاشِمِيُونَّ قبيلة عربية عدنانية إحدى فروع قبيلة قريش. موطنهم الحجاز المملكة العربية السعودية ويرمز لهم بالرمز 515 وانتشروا في أماكن متفرقة من بلدان العالم الإسلامي. وهم من المقصود بهم آل البيت والذي ينتسب إليهم محمد بن عبد الله رسول الإسلام مؤسس الإمبراطوريات الإسلامية التي تتابعت خلافاتها أكثر من 12 قرنًا من الزمن.

## نسب بني هاشم
يرجع نسب الهاشميين إلى عمرو (هاشم) بن عبد مناف بن قصي بن كلاب بن مرة بن كعب بن لؤي بن غالب بن فهر بن مالك بن النضر (قريش) بن كنانة بن خزيمة بن مدركة بن إلياس بن مضر بن نزار بن معد بن عدنان. وقد سمي عمرو هاشمًا لكونه يهشم الثريد للحجاج في مكة المكرمة، وقد توفي هاشم في مدينة غزة بفلسطين وكانت تسمى غزة هاشم وذلك في رحلة قريش السنوية للتجارة.
وبنو هاشم هم أبناؤه وهم أربعة: أسد، وأبو صيفي، ونضلة، وعبد المطلب، ولم يبق لهاشم من عقب إلا من عبد المطلب. فأما عبد المطلب فلديه من الأبناء اثنا عشر ولم يعقب أحد معهم عقبًا باقيًا إلا أربعة: العباس، وأبو طالب، والحارث، وأبو لهب. وفيما يلي فروعهم:
1. آل العباس بن عبد المطلب
  1. آل عبد الله بن العباس (ومنهم خلفاء الدولة العباسية)
  2. آل عبيد الله بن العباس
  3. آل معبد بن العباس
2. آل أبي طالب بن عبد المطلب
  1. آل علي بن أبي طالب
    1. آل الحسن بن علي بن أبي طالب (وهم السادة الأشراف الحسنيون)
    2. آل الحسين بن علي بن أبي طالب (وهم السادة الأشراف الحسينيون)
    3. آل محمد بن علي بن أبي طالب
    4. آل العباس بن علي بن أبي طالب
    5. آل عمر بن علي بن أبي طالب

  2. آل عقيل بن أبي طالب
  3. آل جعفر بن أبي طالب (ومنهم آل الجعفري الطيار في الأحساء وهم يتوارثون مهنة القضاء وإمامة جامع الجبري)[8]
3. آل الحارث بن عبد المطلب
  1. آل نوفل بن الحارث
  2. آل ربيعة بن الحارث
4. آل أبي لهب بن عبد المطلب
  1. آل عتبة بن أبي لهب
  2. آل معتب بن أبي لهب

## أحاديث عن بني هاشم
عن رسول الله ﷺ: 

عن كعب بن عجرة قال: 

عن جُبيرِ بنِ مُطْعَمَ قال: 

عن يزيد بن حيان قال: 
عن أم المؤمنين عائشة قالت:

## السادة الأشراف
كان يطلق سابقًا على بعض شيوخ وزعماء القبائل العربية في الجاهلية فيقال لهم سادات أو أشراف العرب، في الفترة بين القرن الرابع الهجري وقبيل مجيء الحكم الأيوبي حيث أن أقدم شخصية لقبت به من بني هاشم ولبني لام هي في كتاب لابن الأثير حيث قال عباس بن جحدر أن مجموعة من آل الشريف كان يوجد لديهم عبيد سمر اللون نسب فيما بعد إلى اسم القبيلة بعد انتشار الإسلام في شبه الجزيرة العربية وثم هاجروا إلى إفريقيا الوسطى وإلى تشاد والنيجر بالتحديد، وقال: (في سنة 369 قلد الشريف الرضي نقابة الطالبيين) وقال أيضا: (في سنة 396 توفي الشريف أبو تمام محمد الزينبي)، وفي نفس الفترة في القرن الرابع الهجري، كان الحسنيون قد أسسوا إمارة مكة المكرمة وإمارة المدينة المنورة، وبقي اللقب في أثناء قيام دول أخرى لتسيير أمور الكعبة والحج في الحجاز. ومن أوائل من لقب بـ«السَّيِّد» من آل النبي محمد ﷺ بعد السبطين هو معاذ بن داود بن محمد بن عمر بن الحسن بن علي بن أبي طالب المؤرخة وفاته سنة 295 هـ في الشاهد الحجري الذي على قبره، ونُقِش على الحجر عبارة: (السَّيِّد الشَّرِيف معاذ بن داود).
هناك من ألّف في الفرق بين لقب الشريف والسيد واصطلاح ذلك في البيت الهاشمي عبر التاريخ ومن هذا «رسالة في الشرافة» لحسني بن أحمد بن علي العباسي.

### السبطان
وهما الحسن والحسين أبناء علي بن أبي طالب وفاطمة الزهراء بنت محمد، وتعتبر ذريتهم أكبر بطون بني هاشم. قال النبي محمد ﷺ بأن الحسن والحسين سبطان من هذه الأمة، وانقسمت ذريتهم إلى قسمان:
1. الأشراف الحسنيون.
2. الأشراف الحسينيون.

أما الأشراف الحسنيون فهم من أربعة طبقات بالجزيرة العربية وهي كالتالي:
- الطبقة الأولى (الأشراف الموسويون): وهم بنو موسى الثاني بن عبد الله الرضا بن موسى الجون بن عبد الله المحض بن الحسن المثنى بن الحسن السبط بن أمير المؤمنين علي بن أبي طالب.
- الطبقة الثانية (الأشراف السليمانيون): وهم بنو سليمان بن عبد الله الرضا بن موسى الجون بن عبد الله المحض بن الحسن المثنى بن الحسن السبط بن أمير المؤمنين علي بن أبي طالب.
- الطبقة الثالثة (الأشراف الهواشم الأمراء) : وهم بنو أبو هاشم محمد الأمير بن الحسين الأمير بن محمد الثائر بن موسى الثاني بن عبد الله الرضا بن موسى الجون بن عبد الله المحض بن الحسن المثنى بن الحسن السبط بن أمير المؤمنين علي بن أبي طالب.
- الطبقة الرابعة (الأشراف القتاديون): وهم بنو قتادة بن إدريس بن مطاعن بن عبد الكريم بن عيسى بن الحسين بن سليمان بن علي بن عبد الله بن محمد الثائر بن موسى الثاني بن عبد الله الرضا بن موسى الجون بن عبد الله المحض بن الحسن المثنى بن الحسن السبط بن أمير المؤمنين علي بن أبي طالب. وهم الطائفة الأكثر عددًا من الأشراف الحسنيين المقيمين بالحجاز ومنهم ملوك الأردن والمملكة العراقية في السابق.

والأشراف الحسينيون هم الفرع الثاني من أشراف الحجاز وانتشروا بالجزيرة العربية والعراق والشام وكانوا حكام المدينة المنورة سابقا عرفوا بآل مهنا.

## الدول الهاشمية
قام الهاشميون بإقامة عدة دول في أزمنة مختلفة، نذكر منها:
- الدولة الإدريسية: أقامها سيد الشريف إدريس بن عبد الله بن الحسن المثنى بن الحسن بن علي بن أبي طالب عام 788 م وانتهت في سنة 990 م في المغرب العربي.
- الدولة العباسية: أقامها أول الخلفاء العباسيين أبو العبَّاس السفاح سنة 750 م وانتهت في بغداد عام 1258 م ثم عاد إلى القاهرة مرة أخرى عام 1261 م في عهد السلطنة المملوكية التي قامت في مصر والشام وانتهت عام 1519 م على يد الدولة العثمانية.
- الدولة الأخيضرية الدولة الأخيضرية (866 م - 1093 م)، دولة إسلامية زيدية المذهب [17] تأسست في إقليم اليمامة عام 866 م على يد الأمير محمد بن يوسف الأخيضر الحسني الهاشمي القرشي.[18] اتخذ الخضرمة مقرّاً له وقاعدة لحكمه فظهرت في وسط شبه الجزيرة العربية دولة مستقلة استقلالاً تاماً عن الدولة العباسية، وتعد هذه الدولةُ الدولةَ الثانية التي تعلن استقلالها عن الخلافة العباسية في الجزيرة العربية. فلم يسبقها سوى الدولة الإباضية في عمان سنة 177 هـ/ 379 م.ولا يعرف عن كيفية زوال ملك بني الأخيضر سوى أنه زال في أواسط القرن الخامس الهجري على يد القرامطة القادمين من الأحساء على الأرجح [18]
- الدولة الفاطمية: أقامها عبيد الله المهدي عام 909 م قضى عليها صلاح الدين الأيوبي عام 1171 م وأقام الدولة الأيوبية في مصر[محل شك].
- إمارة آل مهنا: أقامها الشريف عبيد الله بن طاهر ويعدّون أجداد أسرة السعدون الأسرة الحاكمة في مملكة المنتفق، إمارة المدينة المنورة تأسست عام 300 هـ تقريبا والتي استمرت في أحفاده مستقلة حتى عام 850 هـ عندما ضمها أبناء عمهم الأشراف الحسنيين إلى إمارة مكة. حكم المدينة المنورة 12 أميرا ثلاثة منهم ضموا لحكمهم مكة المكرمة بالإضافة إلى المدينة المنورة في فترات مختلفة. وقد كان نفوذ حكام المدينة المنورة يصل إلى نجد.
- إمارة الجعليين: قامت في شمال السودان المعاصر وينتسبون مباشرة إلى العباس بن عبد المطلب، دون أن يكونوا من ذرية أحد الخلفاء العباسيين في القاهرة أو بغداد. قامت عام 1588 م على يد سعيد أبو دبوس وقضى غليها محمد علي باشا والي مصر العثماني أثناء فتحه للسودان عام 1823 م.
- الدولة المشعشعية: (1436-1724م). على امتداد قرابة 4 قرون ونصف، وفي مناطق الأحواز وجنوبيّ العراق، حكمت إمارة المشعشعين العربية، واستطاعت الحفاظ طوال أكثر عهودها على استقلالها عن كلٍّ من الدولة العثمانية، والدول الإيرانية المتعاقبة (الصفوية، والأفشارية، والقاجارية)، حيث تمكن محمد بن فلاح بن هبة الله من جمع القبائل العربية في مناطق الأحواز [19]
- مملكة الشايقية: قامت في شمال السودان ويرجع نسبهم إلى شايق بن حميدان أحد أحفاد إبراهيم جعل الجد الجامع لقبائل المجموعة الجعلية العباسية، وقد استقلت عن سلطنة سنار في القرن السابع عشر واستمرت حتى عام 1821 م حيث سقطت على يد محمد علي باشا أثناء غزوه للسودان.
- مملكة بهاولبور: قامت في بلاد السند عام 1702 م على يد الأمير محمد المبارك خان الأول ولم يتم القضاء بواسطة الحرب على هذه الإمارة، بل إنه وفي أعقاب استقلال الهند عام 1947 م وتقسيمها إلى دولتين هما الهند وباكستان اختار آخر الأمراء العباسيين في بهاولبور الانضمام طوعًا إلى باكستان في 5 أكتوبر 1947 م.
- إمارة بستك العباسية: تأسست عام 1673 م على يد الأمير عبد القادر بن الحسن أحد أحفاد هارون الرشيد. شملت منطقة الأهواز وضفاف الخليج العربي على الجانب الإيراني من الخليج. توالى على حكمها أحد عشر أميرًا حتى قضى عليها شاه إيران محمد رضا بهلوي عام 1967 م.
- إمارة بهدينان: إمارة عباسية قامت في كردستان في شمال العراق عام 1367 م على يد الملك بهاء الدين العباسي أحد أحفاد الخليفة المستعصم بالله وسقطت على يد إمارة سوران في عام 1834 م.[20][21]
- إمارة المنتفق: أقامها الشريف حسن بن مالك من نسل الحسين بن علي، وتعد أسرة السعدون هي الأسرة الحاكمة في مملكة المنتفق من عام 1530 م وإلى عام 1918 م، وقد سقط حكم أسرة السعدون ودولتهم (مملكة المنتفق) في الحرب العالمية الأولى بعد عدة سنوات من القتال ضد بريطانيا العظمى وحلفائها.
- دولة القواسم: القواسم قبيلة هاشمية كونت إمارة كبيرة عام 1727 م في رأس الخيمة والشارقة وبندر لنجة وتوسعت في الإمارات وسلطنة عمان وقطر ومكران وأجزاء من السعودية، وبدأت زعامتهم في النصف الثاني من القرن الثاني عشر للهجرة، وتمكن القواسم في القرن السابع عشر الميلادي من جمع أضخم قوة بحرية في المنطقة ثم اصطدموا مع أقوى إمبراطورية في العالم بريطانيا الأمر الذي دفع الإنجليز لإرسال حملة بحرية لمهاجمة القواسم، ولقد لعب القواسم دوراً رائداً في تاريخ الخليج العربي. كان أحد أجدادهم، قاسم الكبير ولا يزال حكمهم حتى اليوم وهم اليوم حكام إمارة رأس الخيمة وإمارة الشارقة.[22]
- المملكة الحجازية الهاشمية: هي مملكة أسسها الهاشميون بعد نجاح الثورة العربية الكبرى في عام 1916 م بقيادة الشريف حسين بن علي واشتملت على معظم أراضي الحجاز الممتدة من شمال اليمن حتى جنوب فلسطين التاريخية، وكانت مكة المكرمة مركز هذه الدولة الفتية. استمرت مدة 16 عام حتى سقطت وتم إعلان ضم الحجاز إلى نجد تحت مسمى المملكة العربية السعودية وسقطت عام 1926 م.
- الإمارة الإدريسية: تأسست عام 1908 م وما إن حل عام 1911 م إلا وقد كان محمد بن علي الإدريسي حاكم جازان وتهامة وعسير أقوى رجل في تلك المنطقة ولم يكن ينازع سيادته أحد ودانت له أغلب المناطق والقبائل في المنطقة بعد أن طرد الأتراك في معركة الحفاير الشهيرة في يونيو من ذلك العام، كذلك قاموا بضرب سفن الدولة العثمانية الرابضة في ميناء جازان وأمدوه بالسلاح والذخائر والمؤن وأصبح حينها أحد أقوى القوى في الجزيرة العربية مع الإمام يحيى حميد الدين عدوه اللدود وكذلك الحسين بن علي الهاشمي ملك مملكة الحجاز وحاكم نجد الأمير عبد العزيز آل سعود والأمير سعود الرشيد حاكم إمارة آل رشيد في حائل وبعض القوى القبلية المتشرذمة في الجزيرة العربية واستمرت الدولة حتى عام 1930 م.
- المملكة المتوكلية اليمنية: هي مملكة تأسست عام 1918 م على يد الإمام يحيى حميد الدين كانت تقع في اليمن الشمالي وكانت عاصمتها صنعاء ثم انتقلت إلى تعز. حدث انقلاب عسكري عام 1962 م وانتهت عام 1970 م بعد حرب أهلية استمرت 7 سنوات.
- المملكة العربية السورية: هي مملكة تأسست عام 1918 م على يد الملك فيصل الأول واستمرت عامين وقضت عليها فرنسا عام 1920 م.
- إمارة شرق الأردن: إمارة تأسست عام 1921 م على يد الأمير عبد الله الأول وانتهت عام 1946 م ولكن بدون أي حروب حيث تم إعلان المملكة الأردنية الهاشمية.
- المملكة العراقية الهاشمية: مملكة تأسست عام 1921 م تحت الانتداب البريطاني على يد الملك فيصل الأول ونالت استقلالها عام 1932 م من بريطانيا واستمرت 26 عاما وسقطت على إثر انقلاب عسكري قام به الجيش عام 1958 م.
- المملكة الليبية: مملكة أسسها إدريس الأول السنوسي الهاشمي عام 1951 م في ليبيا تحت اسم «المملكة الليبية المتحدة» قبل أن تصبح المملكة الليبية بعد إلغاء النظام الإتحادي.
- المملكة الأردنية الهاشمية: مملكة تأسست عام 1946 م على يد الملك عبد الله الأول أمير شرق الأردن ولا تزال هذه المملكة قائمة حتى اليوم. ملكها هو عبد الله الثاني بن الحسين وفي عهد هذه المملكة قامت حروب مهمة هي: الحرب العربية الإسرائيلية عام 1948 م، وحرب النكسة عام 1967 م، ومعركة الكرامة عام 1968 م، وحرب السادس من أكتوبر عام 1973 م.
- المملكة المغربية: بدأت كإمارة أسسها الشريف بن علي من الأسرة العلوية عام 1041 هـ ثم تحولت إلى سلطنة ثم إلى مملكة فيما بعد، واستقلت عن الحماية الفرنسية والإسبانية عام 1956 م، ويحكمها اليوم الملك محمد السادس بن الحسن.

## أعلام ورايات

علم الدولة العباسية.
علم الدولة الإدريسية.
علم مملكة الحجاز.
علم المملكة العربية السورية.
علم المملكة العراقية الهاشمية.
علم المملكة الأردنية الهاشمية.
علم المملكة المتوكلية اليمنية.
علم السلطنة الشريفة في المغرب.
علم الإمارة الإدريسية.